# Anahawan
Anahawan (en tagalog : Bayan ng Anahawan) est une municipalité de la province de Leyte du Sud située dans la région des Visayas orientales, dans l'île de Leyte, à l'est des Philippines.
Lors du recensement de 2020, sa population s'élève à 8 429 habitants.

## Géographie
Anahawan est située au sud-est de l'île de Leyte.
D'une superficie totale de 58,09 kilomètres carrés, la municipalité est divisée administrativement en 14 barangays : 
- Amagusan
- Calintaan
- Canlabian
- Capacuhan
- Kagingkingan
- Lewing
- Lo-ok
- Mahalo
- Mainit
- Manigawong
- Poblacion
- San Vicente
- Tagup-on
- Cogon

| Hinunangan | Hinundayan |                     |
| San Juan   | Anahawan   | mer des Philippines |
|            |            |                     |